# Église particulière
Dans l'Église catholique, les Églises particulières (en latin : Ecclesia particularis, au singulier) sont les juridictions ou circonscriptions qui sont comme des réalisations particulières de l'Église catholique, pendant qu'on peut analogiquement comprendre l'Église catholique comme une communion de ces Églises particulières.
L'expression « Église particulière » peut signifier un diocèse confié à un évêque, appelé aussi Église locale, mais aussi un ensemble plus vaste,.

## Distinctions
Dans le premier sens de « Église particulière », le Concile Vatican II déclara :

« Un diocèse est une portion du Peuple de Dieu confiée à un évêque pour qu’avec l’aide de son presbyterium, il en soit le pasteur : ainsi le diocèse, lié à son pasteur et par lui rassemblé dans le Saint-Esprit grâce à l’Évangile et à l’Eucharistie, constitue une Église particulière en laquelle est vraiment présente et agissante l’Église du Christ, une, sainte, catholique et apostolique. »

Le même Concile Vatican II employa l'expression « Église particulière » dans le second sens en disant des « Églises particulières ou rites », dont l'Église catholique veut « sauvegarder dans leur intégrité les traditions » : « Ces Églises particulières, aussi bien d'Orient que d'Occident, diffèrent pour une part les unes des autres par leurs rites, c'est-à-dire leur liturgie, leur discipline ecclésiastique et leur patrimoine spirituel, mais elles sont toutes confiées de la même façon au gouvernement pastoral du Pontife romain qui, de par la volonté divine, succède à saint Pierre dans la primauté sur l'Église universelle ».
Le Code des canons des Églises orientales définit les Églises particulières dans le second sens, celles dont l'identité unit plusieurs Églises dans le premier sens, comme suit :

« Le groupe des fidèles chrétiens uni par la hiérarchie selon le droit, que l'autorité suprême de l'Église reconnaît expressément ou tacitement comme de droit propre, est dénommé dans le présent Code Église de droit propre. »

Et il parle de l'identité qui les unit dans ces termes :

« Le rite est le patrimoine liturgique, théologique, spirituel et disciplinaire qui se distingue par la culture et les circonstances historiques des peuples et qui s'exprime par la manière propre à chaque Église de droit propre de vivre la foi. »

Pour parler des Églises particulières dans le second sens, le Code de droit canonique emploie les expressions Ecclesia ritualis sui iuris (canons 111 §2 – 112 §1 et §2), Ecclesia ritualis (canon 111 §1), Ritus (canons 372 §2 – 1015 §2), pendant que le Code des canons des Églises orientales les appelle toujours Ecclesia sui iuris, (Église à propre droit).
Dans l'Église catholique, ces Églises de droit propre, plus vastes que les diocèses, sont au nombre de 24 : l'Église latine et les 23 Églises catholiques orientales.

## Églises particulières locales dans l'Église latine
Dans l'Église latine, régie par le Code de droit canonique, qui ne s'occupe pas des autres Églises à propre droit, les Églises particulières sont les diocèses et les juridictions qui leur sont assimilés, à savoir : les prélatures territoriales et les abbayes territoriales, les vicariats apostoliques et les préfectures apostoliques ainsi que les administrations apostoliques.
Le diocèse est l'Église particulière de droit commun : une Église particulière autre qu'un diocèse ne peut être créée qu'« à cause de circonstances spéciales » ou « particulières », « pour des raisons tout à fait spéciales et graves ».
Les paroisses et leurs groupements particuliers, tels les vicariats forains, ne sont pas des Églises particulières. Les provinces et régions ecclésiastiques ne sont pas davantage des Églises particulières.

## Églises particulières locales dans les Églises catholiques orientales
Dans les Églises catholiques orientales, régies par le Code des canons des Églises orientales, les Églises particulières sont les éparchies C'est la seule mention dans ce Code d'Églises particulières. Par analogie avec le Code de l'Église latine on peut soutenir qu'aux éparchies sont assimilés les exarchats, mais les canons traitant de ceux-ci ne le déclarent pas.

## Titres particuliers
Certaines juridictions portent un titre particulier tel que patriarcat, archidiocèse, archéparchie ou diocèse suburbicaire.

### Patriarcat
Un patriarcat (en latin : patriarchatus) est un diocèse qui confère à son évêque le titre de patriarche (patriarchus).
Les quatre diocèses de l'Église latine qui portent le titre de patriarcat sont ceux de Venise, de Lisbonne, et des Indes orientales ainsi que celui de Jérusalem, dont le titre complet est patriarcat latin de Jérusalem. Les trois autres patriarcats latins d'Alexandrie, d'Antioche et de Constantinople ont été supprimés.
Les six patriarcats des Églises orientales catholiques sont : le patriarcat d'Alexandrie, patriarcat de l'Église catholique copte ; le patriarcat d'Antioche à Beyrouth, patriarcat de l'Église catholique syriaque ; le patriarcat d'Antioche, patriarcat de l'Église maronite ; le patriarcat d'Antioche, patriarcat de l'Église grecque-catholique melkite ; le patriarcat de Babylone à Bagdad, patriarcat de l'Église catholique chaldéenne ; et celui de Cilicie à Beyrouth, patriarcat de l'Église catholique arménienne.

### Archidiocèse ou archéparchie
Un archidiocèse (en latin : archidioecesis) est un diocèse qui confère à son évêque le titre d'archevêque. Une archéparchie (archieparchia) est une éparchie qui confère à son éparque le titre d'archéparque.

#### Archidiocèse majeur
Un archidiocèse majeur est la juridiction d'un métropolite qui est à la tête d'une Église orientale de droit propre plus grande qu'une Église métropolitaine mais non revêtue du titre patriarcal.

### Diocèse suburbicaire
Les sept diocèses suburbicaires sont ceux d'Albano, Frascati, Palestrina, Porto-Santa Rufina, Sabina-Poggio Mirteto et Velletri-Segni ainsi que celui d'Ostie. Il s'agit des diocèses suffragants du diocèse de Rome et qui forment, avec lui, la province ecclésiastique de Rome.

## Nom des Églises particulières
Le nom officiel d'une Église particulière est son titre de curie en latin. Il comprend au moins le type d'Église particulière suivi d'un adjectif qui correspond au nom latinisé du siège de l'église.

### Noms alternatifs
Certaines Églises particulières ont deux noms alternatifs. Ils sont séparés par seu (ou). Par exemple, le titre de curie du diocèse de Rome est dioecesis Urbis seu Romana (littéralement, le diocèse de la Ville ou diocèse romain).

## Relations des Églises particulières
Le droit canonique distingue trois types de relations entre les Églises particulières : la suffragance, l'exemption et l'union.

### Suffragance
Est suffragante, l'Église particulière qui relève d'une église métropolitaine. L'ensemble formé par l'église métropolitaine et ses suffragants est une province ecclésiastique.

### Exemption
Est exempte l'Église particulière qui ne relève d'aucune église métropolitaine et n'appartient à aucune province ecclésiastique.
En pratique, les abbayes territoriales sont exemptes. Celle de Montevergine fait seule exception : elle est suffragante de l'archidiocèse de Bénévent, siège métropolitain. L'abbaye territoriale du Mont-Cassin et celle de Subiaco ne font pas exception : elles ne sont pas suffragantes du diocèse de Rome, bien qu'elles relèvent de la région ecclésiastique du Latium.
S'agissant des autres Églises particulières, sont exempts, les diocèses et archidiocèses dont le territoire couvre l'intégralité de celui d'un État. C'est le cas, par exemple, du diocèse de Copenhague, qui couvre le Danemark ; de celui d'Helsinki, qui couvre la Finlande ; de celui de Reykjavik, qui couvre l'Islande ; de Chişinău, qui couvre la Moldavie ; ou encore de Stockholm, qui couvre la Suède. C'est aussi le cas, par exemple, de l'archidiocèse de Vaduz, qui couvre le Liechtenstein ; de celui de Luxembourg, qui couvre le Luxembourg ; de celui de Monaco, qui couvre Monaco ; ou encore de celui de Bar, qui couvre le Monténégro.
D'autre part, sont exemptes, les Églises particulières des États dépourvus de siège métropolitain. C'est le cas, par exemple, des huit Églises particulières en Suisse, à savoir : les six diocèses de Bâle, Coire, Lausanne, Genève et Fribourg, Lugano, Saint-Gall et Sion et les deux abbayes territoriales d'Einsiedeln et de Saint-Maurice d'Agaune. C'est aussi le cas, autre exemple, en Norvège, dont le territoire est réparti entre le diocèse d'Oslo, la prélature territoriale de Tromsø et celle de Trondheim.
L'exemption de certaines Églises particulières peut s'expliquer par le fait qu'elles couvrent un territoire contesté entre deux ou plusieurs États. C'est le cas, par exemple, du diocèse de Gibraltar qui couvre le territoire britannique d'outre-mer de Gibraltar, revendiqué par l'Espagne.
L'exemption d'autres Églises particulières peut s'expliquer par le fait qu'elles couvrent un territoire soumis à un régime particulier. C'est le cas, par exemple, en France, de l'archidiocèse de Strasbourg et du diocèse de Metz sur le territoire desquels le régime concordataire est maintenu en vigueur.

### Union
Deux ou plusieurs Églises particulières peuvent être unies. Le droit canonique distingue trois types d'unions : l'union aeque principaliter, l'union in persona et l'union plena.

#### Unionin persona
L'union in persona est une union personnelle. Les Églises particulières unies in persona restent distinctes mais ont le même ordinaire.

#### Unionaeque principaliter
L'union aeque principaliter est une union réelle. Les Églises particulières unies aeque principaliter restent distinctes mais l'ensemble de leurs organes sont communs.
Par exemple, en France, depuis 1966, l'archidiocèse de Chambéry, le diocèse de Maurienne et celui de Tarentaise sont unis aeque principaliter.

#### Unionplena
L'union plena est une fusion d'Églises particulières. Une nouvelle Église particulière est substituée à celles qui sont unies plena.

## Suppression d'Églises particulières
Le titre d'une Église particulière supprimée peut être rétabli comme siège titulaire ou relevé par une Église particulière. L’Annuario pontificio du Saint-Siège (2010) a donné une liste de près de 2 000 sièges titulaires.